# Platanthera peramoena
Platanthera peramoena là một loài thực vật có hoa trong họ Lan. Loài này được A.Gray miêu tả khoa học đầu tiên năm 1848.

## Hình ảnh

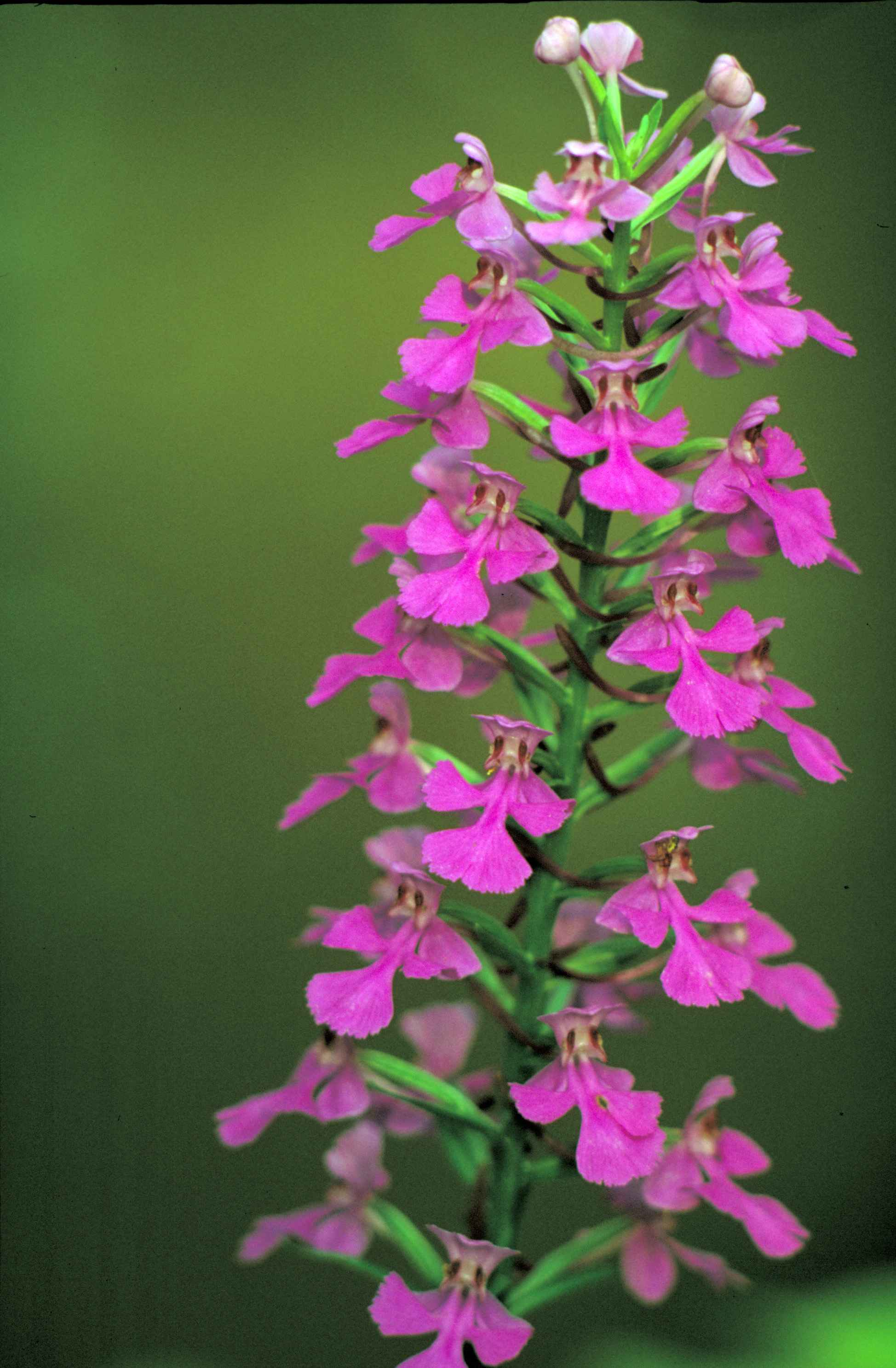